# Актекше
Актекше́ (каз. Ақтекше) — село у складі Коксуського району Жетисуської області Казахстану. Адміністративний центр Кабиліського сільського округу.
У радянські часи село називалось Актекче.
Населення — 829 осіб (2021; 851 у 2009, 865 у 1999, 1321 у 1989).